# Short Ride in a Fast Machine
Short Ride in a Fast Machine (engl. Kurze Fahrt in einer schnellen Maschine) ist eine Komposition für großes Orchester von John Adams aus dem Jahr 1986. Adams gab dem Stück die Bezeichnung „Fanfare für Orchester“, die er im gleichen Jahr bereits seinem Stück Tromba Lontana gegeben hatte. Den Titel kommentierte er mit einer Frage: „Wissen Sie, wie es ist, wenn einen jemand einlädt, in einem tollen Sportwagen zu fahren, und man sich wünscht, man hätte abgelehnt?“ Das Werk gilt als Beispiel für Adams’ post-minimalistischen Stil, wie er auch in anderen Werken wie Phrygian Gates, Shaker Loops und Nixon in China zum Einsatz kommt.

## Entstehung
Das Werk wurde von Michael Tilson Thomas für die Eröffnung des „Great Woods Festival“ 1986 in Auftrag gegeben und vom Pittsburgh Symphony Orchestra uraufgeführt. Adams erklärte, bei der Komposition eine beängstigende Fahrt im italienischen Sportwagen eines Freundes verarbeitet zu haben.

## Besetzung

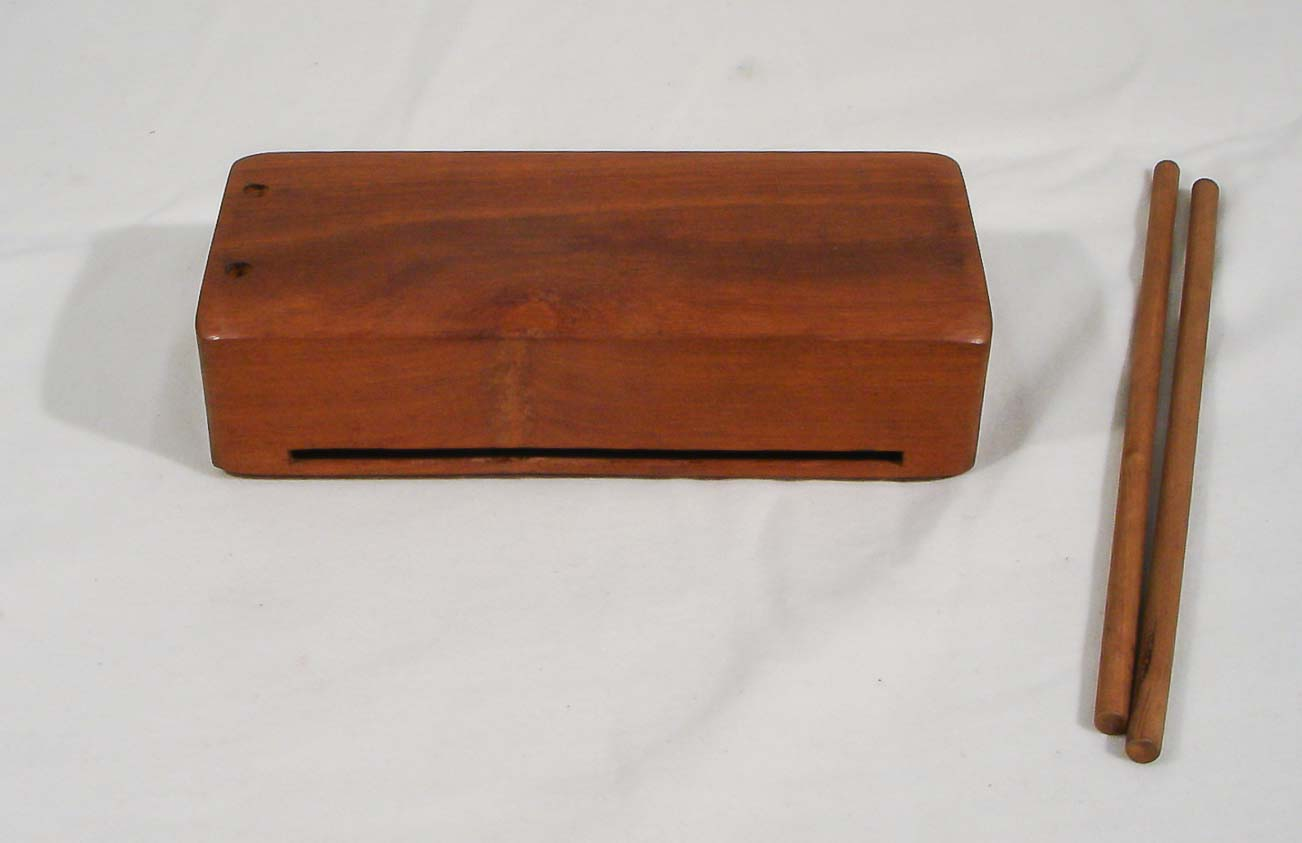
Holzblock

Die Besetzung sieht ein großes Sinfonieorchester vor:
4 Flöten (3. und 4. Piccolo), 3 Oboen (3. Englisch Horn), 2 (ad libitum 4) Klarinetten in A und B, 4 Fagotte (4. Kontrafagott), 4 Hörner in F, 4 Trompeten in C, 3 Posaunen, Tuba, Pauken, Schlagwerk (3 Spieler: 3 Holzblöcke (hoch/mittel/tief), 2 große Trommeln (1. mit Pedal, 2. mit Schlägel), kleine Trommel, hängendes Becken, Sizzle-Becken, große Tamtam, Tamburin, Triangel, Glockenspiel, Xylophon, Crotales), 2 auf „analoges Blech“ eingestellte Synthesizer (ad libitum), Streicher.
Von Lawrence Odom stammt ein Arrangement für Blasorchester aus dem Jahr 1995.

## Aufbau
Charakteristisch ist der durchgehende Viertel-Rhythmus des Holzblocks im Fortissimo, der im ersten Takt solo das Tempo vorgibt und das Orchester durch die ersten Teile des Stücks antreibt (die Tempobezeichnung lautet „Delirando (♩= 152)“ (‚fantasierend‘, ‚fieberhaft‘)) und ab dem zweiten Takt von einem durchlaufenden Achtel-Motiv in den Klarinetten und Synthesizern aufgenommen wird. Besonders das Blech und die tiefen Streicher setzen dem unterschiedliche, sich verschiebende, teils gerade und teils punktierte rhythmische Motive entgegen, die hohen Streicher und Holzbläser hektische Einwürfe. Im letzten Teil schließen die Trompeten und Hörner nach einem dramatischen Schluss-Crescendo das Stück mit der eigentlichen Fanfare ab.
Eine Aufführung dauert etwas über vier Minuten.

## Rezeption

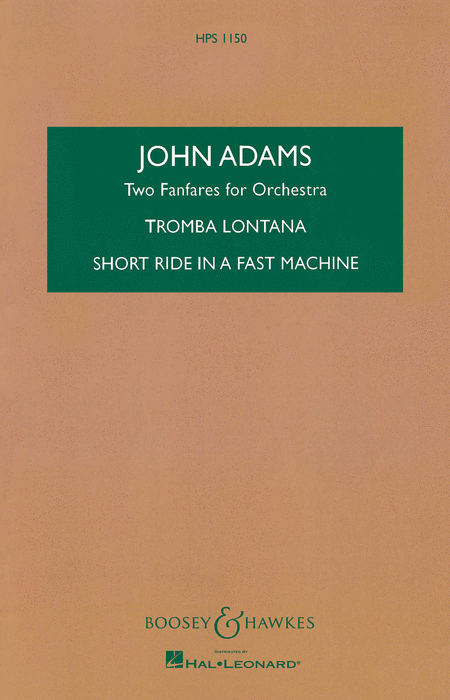
Ausgabe von Boosey & Hawkes

Short Ride in a Fast Machine ist eines von John Adams’ bekanntesten Werken. In den USA wurde es im Jahr 2008 als „das am zehnthäufigsten gespielte Orchesterwerk der letzten 25 Jahre“ bezeichnet.
Michael Steinberg schrieb: „‚Short Ride in a Fast Machine‘ ist ein fröhlich ausgelassenes Stück, brillant für großes Orchester gesetzt. [Es] weist die üblichen minimalistischen Merkmale auf: Wiederholung, gleichmäßiger Takt und, was vielleicht am wichtigsten ist, eine harmonische Sprache mit Betonung auf Konsonanz, wie es sie in der westlichen Kunstmusik der letzten fünfhundert Jahre nicht gab.“